# Mimoun Oaïssa
 (octobre 2018).
Si vous disposez d'ouvrages ou d'articles de référence ou si vous connaissez des sites web de qualité traitant du thème abordé ici, merci de compléter l'article en donnant les références utiles à sa vérifiabilité et en les liant à la section « Notes et références ».
Mimoun Oaïssa, né le 11 mars 1975 à Beni Saïd, est un acteur et scénariste maroco-néerlandais.

## Filmographie

### Cinéma
- 1996 : De jurk : Overvaller
- 1996 : Marrakech (nl) : Aziz Jelali
- 1999 : Quidam, Quidam
- 1999 : Novellen: De dag, de nacht en het duister
- 2001 : De vriendschap (nl) : Docteur
- 2003 : Polleke (nl) : Hamid
- 2003 : So Be It : Mimoun
- 2004 : Shouf Shouf Habibi! de Albert ter Heerdt : Abdullah 'Ap' Bentarek
- 2005 : Schnitzel Paradise (en) de Martin Koolhoven
- 2007 : Kicks (nl) de Albert ter Heerdt
- 2009 : Amsterdam de Ivo van Hove : Khaled
- 2011 : The Devil's Double de Lee Tamahori : Ali
- 2012 : De Marathon (nl) de Diederick Koopal
- 2013 : De Nieuwe Wereld (nl) de Jaap Van Heusden : Counsel for the prosecution
- 2015 : De Masters de Ruud Schuurman : Aziz
- 2016 : Uilenbal : Vader

### Téléfilms
- 2000 : Russen (nl) : Appie
- 2000 : Het Klokhuis (nl) : Volkan Öksal
- 2005 : Costa! (nl) : Prins
- 2006 : Spoorloos Verdwenen (nl) : Hamid
- 2006 : Rauw! (nl) : Hafid
- 2006-2009 : Shouf Shouf! de serie (nl) : Abdullah 'Ap' Bentarek
- 2011 : Flikken Maastricht : Youssef
- 2012 : Lijn 32 (nl) : Dounier Mo
- 2013 : Overspel (nl) : Barouk Mourabit

## Théâtre
- 1997 : Een soort Hades : Manuel
- 1998 : Zes personages op zoek: Jeune acteur
- 1999 : Angst en ellende in het rijk van kok : Kariem
- 1999 : Dark lady : Jongen
- 1999 : Over de mol die wil weten... wie er op zijn kop heeft
- 1999 : De cid : Don Sancho
- 2000 : De ballade van de wiener schnitzel : Dolfi kindgorilla
- 2000 : The massacre at Paris
- 2000 : Macbeth : Malcolm
- 2001 : True love : Jim

## Vie privée
Trilingue, il parle couramment arabe (langue maternelle), le néerlandais et l'anglais.